# Église Saint-Julien de Pourchères
L'église Saint-Julien est une église située en France sur la commune de Pourchères, dans le département de l'Ardèche en région Auvergne-Rhône-Alpes.

## Localisation
L'église est située sur la commune de Pourchères, dans le département français de l'Ardèche.

## Historique
Édifiée probablement à compter du XIIe siècle, l'église Saint-Julien a fait l'objet de plusieurs restaurations, grâce en particulier au soutien financier de la Société de sauvegarde des monuments anciens de l'Ardèche.
En 2022, l'église est rattachée à l'actuelle paroisse catholique Sainte Mère Teresa (Pays de Privas) .

## Description
L'édifice est de style roman. 

## Protection
L'église Saint-Julien fait l'objet d'une inscription au titre des monuments historiques depuis 1982..